# Vaspurakan

El Reino de Vaspurakan (908-1021).

Vaspurakan fue uno de los territorios señoriales de Armenia que más tarde se convirtió en reino cuando lo regía la familia Artzruni (Ardzruni).
El territorio formó parte del reino clásico de Armenia donde era considerado una de sus principales provincias y la cuna de la civilización armenia. Con las sucesivas divisiones del territorio entre romanos y partos (y sus sucesores, bizantinos y persas) pasó a ser parte de la Armenia persa.
Durante la constitución del reino medieval de Armenia, los Artzruni crearon un principado de Vaspurakan que en su culmen en 908 llegaba del lago Van al lago Urmía (Kaputan) y al norte hasta el Araxes. Inicialmente bajo vasallaje al rey de Ani, recibió el título real en 908 como estado independiente. En 1021, fue anexionado a Bizancio.
Bajo Bizancio fue un thema independiente llamado Vasprakania o Medes hasta su anexión por los turcos selyúcidas siguiendo el colapso de la frontera oriental bizantina tras la batalla de Manzikert.

## División Territorial
Vaspurakan estaba dividido en los siguientes distritos y subdistritos:
- Garni
- Artaz
- Mardastan
- Arberaniq
- Barilovit
- Boguniq
- Paluniq
- Tosp (Van)
- Ardjishakoit (Ardjesh)
- Metsnuniq
- Krjuniq
- Alandrot
- Artashisian
- Gukan
- Andzakht Tzor
- Kuganovit
- Bazhuniq
- Reshtuniq
- Erevark
- Tornavan
- Antzevasiq
- Ervaduniq
- Trpatuniq
- Mets
- Albak (Gran Albag)
- Arnoiotn
- Ake
- Djuash o Djuashrot
- Mardpetakan
  - Tajgrian
  - Gabitian
  - Bakan
  - Artavanian
  - Gazrikan
- Región más allá del Arajes
  - Goltn
  - Nakhjavan (Najicheván)

- Datos: Q1322562
- Multimedia: Vaspurakan / Q1322562